# NGC 1285
NGC 1285 je galaksija u zviježđu Eridan.

## Vanjske poveznice
- SEDS: NGC 1285